# Cabo Rojo (México)
Cabo Rojo es una barrera costera situada en el norte del estado mexicano de Veracruz, que se extiende por 82 km de longitud y alcanza una anchura máxima de 5 km. Recibe su nombre debido al color rojizo que presentan las arenas en sus playas, especialmente cuando están mojadas. Esta formación geográfica se encuentra entre el Golfo de México y la Laguna de Tamiahua, una de las lagunas costeras más grandes del país. Alberga a 23 comunidades pertenecientes al municipio de Tampico Alto y otra porción corresponde al municipio de Tamiahua.

## Historia

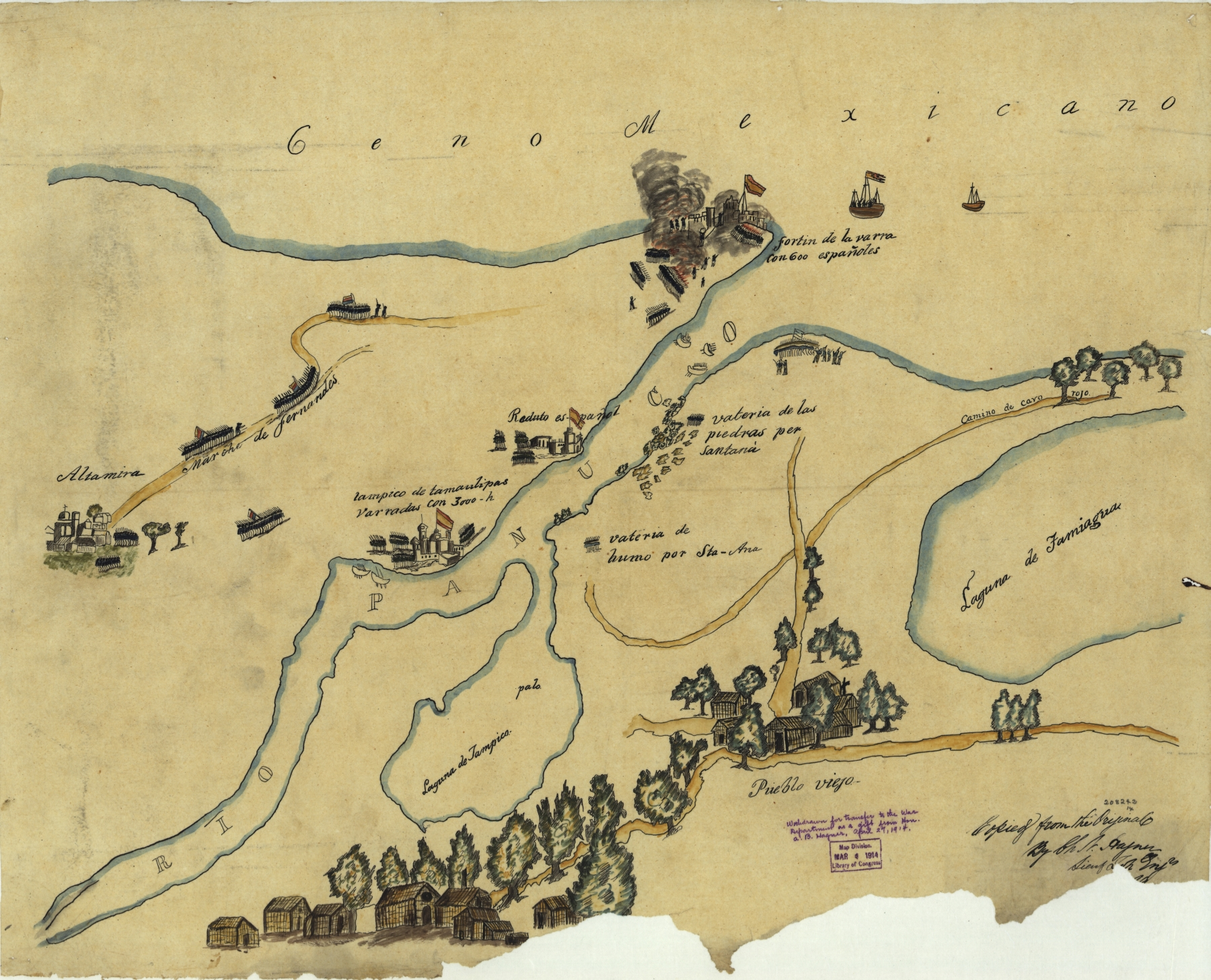
Mapa de la Expedición de Barradas (1829).

Cabo Rojo, fue un punto estratégico en la historia de México en los años posteriores a su independencia en 1821. El 26 de julio de 1829, fuerzas expedicionarias españolas al mando del brigadier Isidro Barradas desembarcaron en Cabo Rojo con la intención de reconquistar México para la Corona española. Este evento marcó el inicio de lo que se conocería como la Batalla de Tampico.
Antonio López de Santa Anna, jefe de la zona de Veracruz, y el general Felipe de la Garza, a cargo del puerto de Tampico, organizaron la defensa contra esta invasión. Tras varios enfrentamientos, las fuerzas mexicanas lograron derrotar a los invasores.

## Infraestructura
En 1907, la construcción del canal artificial del Chijol, bajo la administración del presidente Porfirio Díaz, convirtió esta porción del municipio en una isla al conectar el estero Chijol con el río Pánuco al norte y la laguna de Tamiahua al sur.El proyecto del Canal de Chijol estaba contemplado desde años atrás (1860), pero fue durante el porfiriato que se ejecutaron los trabajos de limpieza, mejoramiento y ensanche del canal desde su desembocadura en el río Pánuco hasta la Laguna de Tamiahua. Las obras iniciaron en 1903 y concluyeron en 1907. Esta vía fluvial comunica al puerto de Tampico con el puerto de Tuxpan, Veracruz. Todo el canal debió tener una anchura de 10 metros y una profundidad de 1.50 metros. Su objetivo era facilitar las comunicaciones entre los puertos de Tampico y puntos intermedios ribereños, atravesando lugares de gran potencial económico.
En 1978, se abrió la barra de Tampachiche, situada en la constricción de Cabo Rojo, la isla barrera que separa del mar a esta laguna. Dicha barra se localiza hacia la porción noreste de la misma, a la altura de la Isla de Juan A. Ramírez.

## Geografía
La barrera de Cabo Rojo está compuesta por depósitos de arena del Cuaternario, un período geológico que abarca los últimos 2.6 millones de años. En la región afloran rocas de la era terciaria o cenozoica, específicamente de la Formación Tuxpan del Mioceno, responsables de una cresta de 50 metros localizada al oeste de la laguna de Tamiahua, al norte de la isla Juan A. Ramírez. Además, Cabo Rojo incluye una notable barrera de arena de cuarcita. La presencia de estos depósitos y formaciones geológicas subraya la dinámica sedimentaria y tectónica de la zona.
En las proximidades de la punta de Cabo Rojo se encuentran el Arrecife Medio y el Arrecife Blanquilla, pequeños arrecifes de coral situados en el oeste del Golfo de México. Ubicados mar adentro de la laguna de Tamiahua y aproximadamente a sesenta kilómetros de Tampico, representan los arrecifes de superficie más al norte en esta región del Golfo. Cabo Rojo marca la línea divisoria entre dos provincias faunísticas: la tropical al sur y la subtropical o templada hacia el norte. Las condiciones oceánicas de agua caliente y clara en esta área permiten el crecimiento de los corales.

## Economía
Cabo Rojo alberga comunidades pertenecientes a los municipios de Tampico Alto y de Tamiahua. La comunidad de La Majahua, situada en el extremo norte del territorio de Tampico Alto, depende exclusivamente de la pesca. Sin embargo, la actividad pesquera ha disminuido debido a la escasez de especies de escama, moluscos y mariscos. La ausencia de peces, ostiones y camarones se atribuye al incremento de la salinidad del agua en esta parte de la laguna, causado por el ingreso de un mayor volumen de agua de mar por la barra de Tampachiche.

## Turismo
La costa de Cabo Rojo es un gran atractivo debido a su ubicación entre el Golfo de México y la laguna de Tamiahua. Las comunidades de la región destacan por sus bellezas naturales, lo que ofrece un gran potencial para el turismo ecológico. La región cuenta con una extensa vegetación, en la que destaca el mangle en sus diversas variedades. Además, su fauna incluye aves, peces y crustáceo.